# 3185 Клінтфорд
3185 Клінтфорд (3185 Clintford) — астероїд головного поясу, відкритий 11 листопада 1953 року.
Тіссеранів параметр щодо Юпітера — 3,519.